# Sh2-308
Pour les articles homonymes, voir Nébuleuse (homonymie) et Dauphin (homonymie).
Sh2-308 ou Sharpless 308 ou RCW 11 ou LBN 1052 ou nébuleuse de la Tête de Dauphin est une nébuleuse en émission, une région HII et une bulle de vent stellaire située à environ 4 000 années-lumière (al) de la Terre, et environ 8 degrés au sud de l'étoile Sirius, près du centre de la constellation du Grand Chien du bras d'Orion de la Voie lactée (bras dans lequel se situe la Terre et son Système solaire).
Cette nébuleuse en forme de bulle de vent stellaire d'environ 60 al de diamètre à ses extrémités les plus éloignées, entoure l'étoile binaire centrale EZ Canis Majoris (de type Wolf-Rayet).

## Histoire

Cette nébuleuse se serait formée il y a environ 70 000 ans par l'éjection des couches extérieures de son étoile binaire centrale principale EZ Canis Majoris-WR6 (une étoile massive en fin de vie, de type Wolf-Rayet, qui expulse sa matière à grande vitesse avant de probablement s'effondrer en supernova). 
La nébuleuse est constituée d'hydrogène ionisé par le rayonnement ultraviolet de l'étoile. La bulle de vent stellaire est modelée par les forts vents stellaires de l'étoile, ceux-ci pouvant atteindre ~ 1 700 km/s. 

## Distance
Les estimations de la distance de la nébuleuse avec la Terre varient fortement selon les experts, avec des estimations de 1 875 al pour les uns, ou 5 200 années-lumière, ou encore 5 870 al pour d'autres,.